# Tityus nematochirus
Tityus nematochirus es una especie de escorpión perteneciente a la familia Buthidae, del género Tityus. Es  endémica del territorio colombiano. Generalmente habita los bosques húmedos, bajo alturas que oscilan entre los  1.480 y 2850 m s. n. m. El veneno  de este arácnido aunque no resulta letal si lesiona a sus víctima; dicho veneno podría eliminar células cancerígenas, según un  estudio del año 2016 por parte del grupo en investigación de proteínas de la Universidad Nacional de Colombia.